# イジャスラフ・ミクリチ
イジャスラフ・ミクリチ（ミコラエヴィチ）（ロシア語: Изяслав Микулич (Николаевич)、? - 1184年）は、リューリク朝、ポロツク・イジャスラフ家(ru)出身の公（クニャージ）である。ミクラの子、ダヴィドの孫と推測されている。
1181年、チェルニゴフ公スヴャトスラフに助成して、スモレンスク公ダヴィドと戦った。1184年にポロヴェツ族との戦いで死亡した。子孫や所領については記録が残されていない。